# Le soleil se lève aussi (film, 1957)
Pour les articles homonymes, voir Le soleil se lève aussi (homonymie).
Pour plus de détails, voir Fiche technique et Distribution.
Le soleil se lève aussi (The Sun Also Rises) est un film américain réalisé par Henry King, sorti en 1957. L'histoire du film est largement inspirée par le roman éponyme d'Ernest Hemingway, Le soleil se lève aussi.

## Synopsis
Paris, 1922. Jake Barnes vit à Paris depuis sa démobilisation de la guerre 14/18 et il est journaliste au « New York Herald ». Un soir, il se rend à un bal musette où il retrouve des amis dont le romancier Robert Cohn. Arrive Lady Brett Ashley qui n’est pas une inconnue pour Jake. Elle fut son infirmière à l’hôpital pendant la guerre où ils tombèrent amoureux mais à la suite de sa blessure contractée sur le champ de bataille, Jake est devenu impuissant. Depuis, ils entretiennent une amitié amoureuse. Pour tenter d’oublier cette déconvenue Brett multiplie les aventures. Elle a promis d’épouser un Écossais Mike Campbell, joyeux drille plutôt porté sur la bouteille, tout en étant très courtisée notamment par Robert Cohn qui devient immédiatement fou d’elle. En compagnie de son ancien compagnon d’armes, Bill Gorton, Jake part à Pampelune en Espagne assister aux corridas. À peine arrivé aux fêtes de la San Fermin, Jake a la surprise de retrouver Brett entourée de tous ses prétendants. Le groupe ne se quitte plus, et participe à toutes les festivités : débarquement des taureaux, encierro à travers les rues, corrida… Brett se laisse courtiser par un jeune torero, Pedro Romero, sous le regard furieux de Robert qui finit par agresser le jeune homme. Le lendemain, Pedro triomphe aux arènes et Jake apprend que Brett s’est enfuie avec le torero. Pour Robert et Mike, la fête est finie. C’est à Biarritz que Jake reçoit des nouvelles de Brett, elle lui lance un appel de détresse espérant démarrer une nouvelle vie avec lui.

## Fiche technique
- Titre : Le soleil se lève aussi
- Titre original : The Sun Also Rises
- Réalisation : Henry King
- Scénario : Peter Viertel, d'après le roman d'Ernest Hemingway
- Production : Darryl F. Zanuck
- Société de production : 20th Century Fox
- Photographie : Leo Tover et Charles G. Clarke (seconde équipe, non crédité ; extérieurs en Espagne)Cinemascope
- Musique : Hugo Friedhofer
- Montage : William Mace
- Direction artistique : Mark-Lee Kirk et Lyle Wheeler
- Costumes : Charles Le Maire et Mickey Sherrard (non crédité)
- Pays d'origine : États-Unis
- Langue : anglais
- Format : Couleur (DeLuxe) - Son : 4-Track Stereo (Westrex Recording System) (magnetic prints)/Mono (optical)
- Genre : Drame
- Durée : 130 minutes
- Date de sortie :  23 août 1957

## Distribution
- Tyrone Power (VF : Roger Rudel) : Jake Barnes
- Ava Gardner (VF : Jacqueline Ferrière) : Lady Brett Ashley
- Mel Ferrer (VF : Bernard Noël) : Robert Cohn
- Errol Flynn (VF : Jean Davy) : Mike Campbell
- Eddie Albert (VF : Serge Nadaud) : Bill Gorton
- Gregory Ratoff (VF : Fernand Rauzena) : le comte Mippipopolous
- Juliette Gréco : Georgette Aubin
- Marcel Dalio (VF : Michel Roux) : Zizi, le patron du bal musette
- Henry Daniell : le docteur de l'armée
- Robert Evans : Pedro Romero, le toréro
- Ann Codee (non créditée) : Mme Blanche